# Trichardis turneri
Trichardis turneri är en tvåvingeart som beskrevs av H. Oldroyd 1974. Trichardis turneri ingår i släktet Trichardis och familjen rovflugor. Inga underarter finns listade i Catalogue of Life.